# 17. stoljeće pr. Kr.
◄ | 3. tisućljeće pr. Kr. | 2. tisućljeće pr. Kr. | 1. tisućljeće pr. Kr. | ►
◄ | 19. stoljeće pr. Kr. | 18. stoljeće pr. Kr. | 17. stoljeće pr. Kr. |16. stoljeće pr. Kr. | 15. stoljeće pr. Kr. | ►
1690-ih pr. Kr. | 1680-ih pr. Kr. | 1670-ih pr. Kr. | 1660-ih pr. Kr. | 1650-ih pr. Kr. | 1640-ih pr. Kr. | 1630-ih pr. Kr. | 1620-ih pr. Kr. | 1610-ih pr. Kr. | 1600-ih pr. Kr.
17. stoljeće pr. Kr. je je razdoblje koje je trajalo od 1700. pr. Kr. do 1601. pr. Kr..

## Razdoblja
- Unjetička kultura (naziv prema arheološkom nalazištu Unétice)

## Događaji
- oko 1700. pr. Kr. - snažan potres na Kreti uništava sva poznata dotadašnja središta; kraj "razdoblja stare palače", početak "razdoblja nove palače" s ponovnom gradnjom novih centara
- oko 1648. pr. Kr. - prodiranjem Hiksa u deltu Nila u Egiptu počinje drugi prijelazni period
- oko 1645. pr. Kr. - erupcija Mount Aniakchaka
- 1627. pr. Kr. - početak višegodišnjeg hlađenja klime širom svijeta, dokazivo dendrokronoloških istraživanja na stablima u Kaliforniji,[1] Irskoj[2] i Anatoliji.[3] Uzročnik je vjerojatno bila erupcija vulkana, smatra se vulkana na grčkom otoku Santoriniju.
- druga polovica 17. stoljeća pr. Kr. - prve bogato opremljene grobnice u Argolisu, Grčka. Time počinje razdoblje mikenske kulture.
- oko 1600. pr. Kr. - kraj Civilizacije doline Inda

## Osobe
- †1686. pr. Kr. - Hamurabi, kralj Babilona, Sumera i Akada (*1728. pr. Kr.)

## Otkrića
- Na Kreti je 1908. iskopan zagonetni disk iz Faitosa. Datiran je u 17. stoljeće pr. Kr. i time sadrži najstariji tekst otisnut pomoću pečata.
- U Egiptu počinje priprema ukvasanog kruha (kruh s kvascem)
- U Perziji se razvija tehnologija korištenja vjetra, izrađuju se vjetrenjače

## Vanjske poveznice
|  | Zajednički poslužitelj ima još gradiva o temi 17. stoljeće pr. Kr. |